# Solistin Anna Alt
Solistin Anna Alt ist ein Spielfilm von Werner Klingler aus dem Jahr 1944.

## Inhalt
Anna und Joachim Alt lernen sich auf der Musikhochschule kennen. Beide sind hochbegabte Musiker: Sie ist Pianistin und er Komponist. Nach ihrem Abschluss als Meisterschüler bei Professor Burghardt heiraten sie und sind zunächst beide auf ihrem Gebiet erfolgreich. Joachim erhält für eine seiner Kompositionen den Mozartpreis, Anna ist als Konzertpianistin erfolgreich. Joachim jedoch verfällt mit der Zeit in  Depressionen, da er nicht in der Lage ist, seine kreativen Einfälle zu einer großen Symphonie zu Papier zu bringen. Als Anna zu einer Konzerttour eingeladen wird, reagiert Joachim mit rasender Eifersucht und lässt sich in der folgenden Zeit gehen. Bei ihrer Rückkehr von der Tournee erkennt Anna den Zustand ihres Mannes, der dem Suizid nahe ist. Sie will für ihn ihre eigene Karriere aufgeben, doch rät ihr ehemaliger Lehrer Burghardt ihr, weiterzuarbeiten. Joachim müsse selbst den Weg aus der Krise finden und nur durch ihr Wirken könne auch er künstlerisch tätig werden.
Anna Alt geht erneut auf Tournee, obwohl ihr Arzt ihr wegen ihres schwachen Herzens jede Anstrengung verbietet. Und tatsächlich ist ihre Gesundheit nach den vielen Auftritten angegriffen und Anna Alt erleidet während eines Auftritts einen Schwächeanfall. Mit letzter Kraft vollendet Anna das Konzert und bricht während des Schlussapplauses auf der Bühne zusammen. Sie wird ins Krankenhaus gebracht, wo es zur Versöhnung mit Joachim kommt. Erst durch ihren Zusammenbruch hat er wieder zur Musik gefunden und vollendet seine Symphonie, die er seiner Frau ans Krankenbett bringt. Anna Alt wiederum ist nun bereit, ihr Leben als Musikerin aufzugeben.

## Produktion
Der Film wurde unter dem Arbeitstitel Karriere von März bis Juni 1944 gedreht. Von der Zensur erhielt der Film im Dezember 1944 die Einstufung Jugendverbot. Die Uraufführung von Solistin Anna Alt fand am 22. Januar 1945 im Marmorhaus in Berlin statt. Es war die erste deutsche Filmpremiere des Jahres 1945; bis Ende des Zweiten Weltkriegs kamen nur elf weitere Filme in die deutschen Kinos.  Nach Kriegsende erschien der Film 1950 unter dem Verleihtitel Wenn die Musik nicht wär … bzw. auch unter dem Titel Symphonie dreier Herzen.

## Kritik

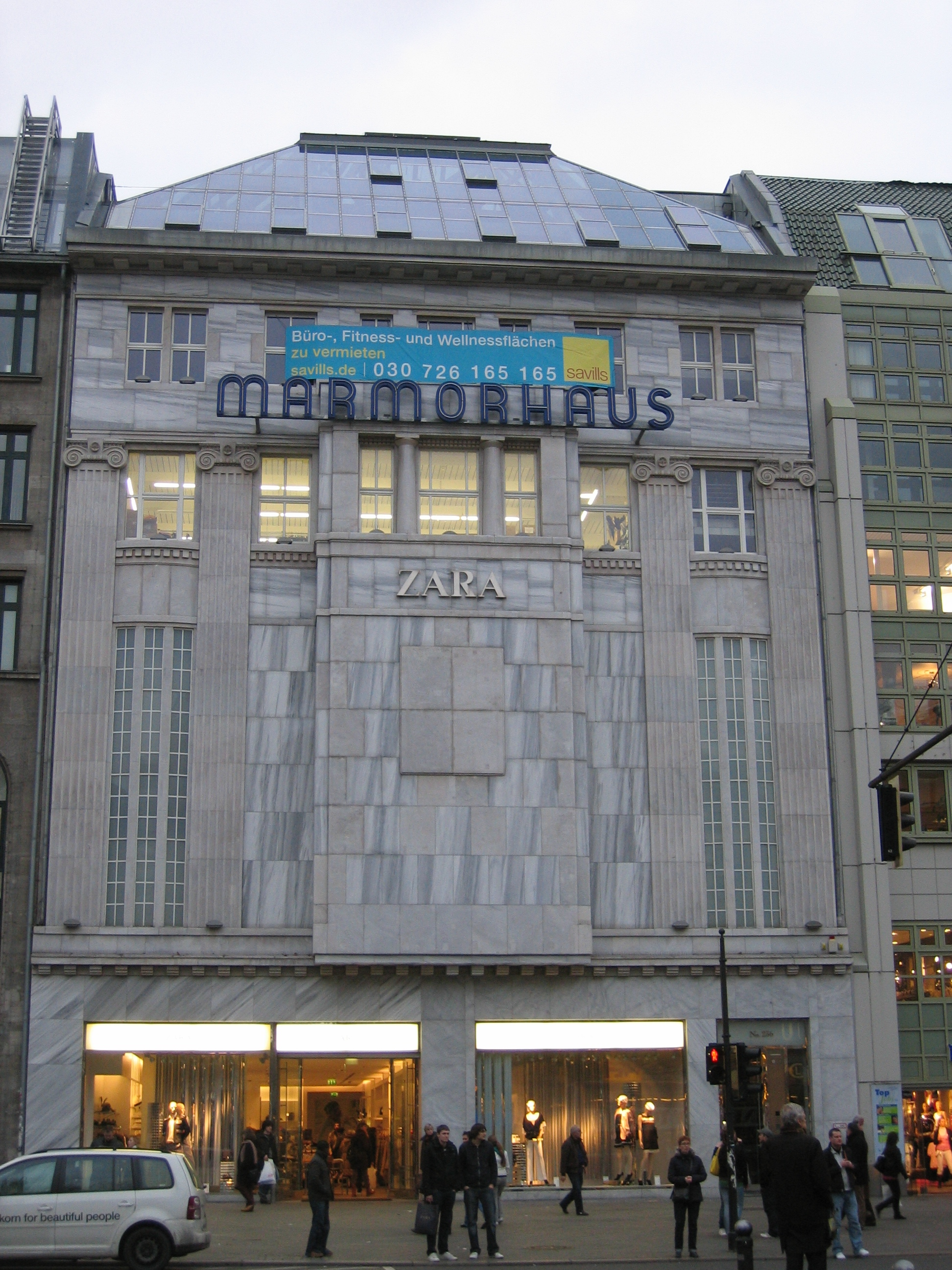
Das Marmorhaus in Berlin, Ort der Uraufführung von Solistin Anna Alt

Die zeitgenössische Kritik lobte die Handlung, „die wenig äußeren Ablauf und mit der konventionellen Mechanik des Geschehens nichts gemein“ hat. Die Handlung hätte „fast behelfsmäßigen Charakter“, zentral sei vielmehr der innere Kampf des musikalischen Genies mit sich selbst:

„Unter den vielen Versuchen zu einem Musikerfilm ist dies endlich einer aus dem Geist der Musik. … Hier wird der klingende Schatz der Klassiker nicht zu einem tonfilmischen Zugabewesen für ein privates, mehr oder minder belangvolles Schicksal, sondern hier wird um der Musik willen Ernst gemacht mit der Passion, mit der Not und dem Glück des künstlerischen Schaffens.“

Besonders hervorgehoben wurde das Spiel Anneliese Uhligs, der „eine vollkommene Wandlung“ gelungen sei: „ungemein eindringlich in ihrem Mienenspiel, das die Augen zu Spiegeln machte … vollbrachte sie eine Leistung, deren schönste Vervollkommnung in der harmonischen Verschmelzung ihres darstellerischen und pianistischen Spiels beruhte.“ Ihr Partner Will Quadflieg, der nach einem Geiger in den Filmen Kora Terry, Die Zaubergeige und Philharmoniker erneut einen Musiker spielte, zeige „das ungezügelte Temperament des genialischen Menschen“, gerate jedoch „hier und da noch in eine … herausfordernde Beethovennähe.“
Das Lexikon des Internationalen Films kritisierte im Jahr 1990 das „sentimentale Handlungsklischee“, das jedoch „durch musikalische Qualität und die anschauliche Darstellung des Alltagsmilieus kleiner Leute“ gewinnt.